# 馬曰琯

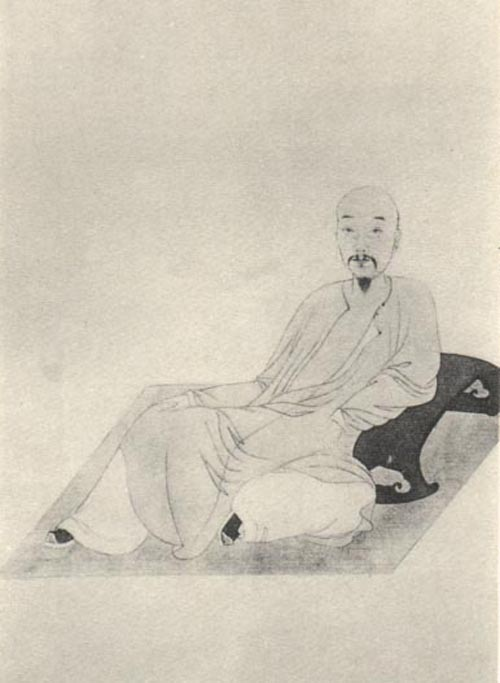
《清代學者像傳》第一集之馬曰琯

马曰琯（1688年—1755年），字秋玉，号嶰谷，安徽祁门县人。清朝藏书家。

## 生平
生於康熙二十七年（1688年）。本籍祁门，祖父马承运始业盐两淮，马曰琯自小居扬州新城东关街，世代经营盐业，马曰琯与弟馬曰璐皆以诗名於當時，人称“扬州二马”。酷愛典籍，好刻書，时称“马板”，有园亭“小玲珑山馆”，藏書十萬餘卷，“四方人士闻名造庐，授餐经年，无倦色”，名士全祖望、厉鹗、陈绶衣、杭世骏、金农、郑板桥、陈章等都是常客。全祖望住在小玲瓏山館，得了惡疾，馬曰琯出資為他延請名醫治療。舉博學鴻詞的吳興人姚世钰客死揚州，马氏兄弟为姚氏料理後事，並刊刻其遗著《莲花庄集》。馬曰琯更出资千金赞助朱彝尊刊刻《经义考》，還替郑板桥还清债務，袁枚说马曰琯“横陈图史常千架，供养文人过一生”。馬曰琯與査慎行齊名，有“南馬北査”之眷。
雍正十二年（1734年），独资兴建梅花书院。乾隆帝南巡时，赐御书。乾隆二十年（1755年）卒，年六十八。杭世骏在寫马曰琯墓志铭称：“以济人利物为本怀，以设诚致行为实务。”“倾接文儒喜交久敬，意所未达，辄逆探以适其欲。”著有《沙河逸老小稿》。有子馬裕。